# الكعدة الحمرة (أولاد اجانة)
الكعدة الحمرة هو دُوَّار يقع بجماعة رأس الواد، إقليم تاونات، جهة فاس مكناس في المملكة المغربية. ينتمي الدوّار لمشيخة أولاد اجانة التي تضم 13 دوار. يقدر عدد سكانه بـ 569 نسمة حسب الإحصاء الرسمي للسكان والسكنى لسنة 2004.

## روابط خارجية
- البوابة الوطنية للجماعات الترابية
- المندوبية السامية للتخطيط